# Mannie Fresh
Mannie Fresh, pseudonimo di Byron Otto Thomas (New Orleans, 20 marzo 1969), è un rapper e produttore discografico statunitense. È principalmente celebre per aver prodotto brani per la Cash Money Records dal 1993 al 2005, e per essere parte del duo hip-hop Big Tymers insieme a Birdman.

## Biografia
Thomas inizia a lavorare come DJ a New Orleans, suonando i dischi in feste e club. Alla fine degli anni ottanta inizia la sua collaborazione con il rapper di New Orleans MC Gregory D. Insieme i due pubblicano il loro primo album Throwdown nel 1987, con Mannie Fresh come produttore e MC Gregory D come rapper. Il duo pubblicherà altri due album insieme fra la fine degli anni ottanta e l'inizio degli anni novanta.
Dopo aver pubblicato un ultimo album insieme, nel 1993 Thomas incontra Bryan "Baby" Williams che gli dà l'opportunità di diventare un produttore discografico della sua etichetta discografica, la Cash Money Records. Nel 1994 Mannie Fresh insieme a Baby andarono alla ricerca di rapper emergenti da reclutare per la loro label nuova di zecca, misero sotto contratto gli U.N.L.V., Kilo G, Ms. Tee e un ragazzo di nome Pimp Daddy (che morì a seguito di una sparatoria nel 1995 quando era ancora nella Cash Money). Ognuno di loro pubblico un disco, tutti i loro brani erano prodotti da Fresh. Sempre nel 1995, Mannie Fresh produsse "True Story" il primo EP di Baby Gangsta aka B.G. e fu un'ottima svolta come lavoro indipendente. Nel 1996 Fresh forma insieme a Baby forma i Big Tymers e inizia a partecipare vocalmente alle prime tracce del primo e vero disco di B.G., "Chopper City". Con l'aiuto di William, Thomas realizza album di grande successo per gli Hot Boys "Get It How U Live" nel 1997. Il gruppo era composto da Lil Wayne, B.G., Juvenile e Turk e in quel disco produce tutti i singoli del gruppo.
L'anno successivo dopo aver prodotto i due volumi di "It's All On U" di B.G. e "Solja Rags" di Juvenile nel 1998 Thomas, Bryan e Ronald firmano un contratto con la Universal Records e pubblicano come primo disco con la major e la loro label "How U Luv That", disco contenente 2 volumi con tracce diverse, nel disco sono presenti gli Hot Boys, Bun.B e altri rapper legati all'etichetta. L'album ebbe un buon successo nel sud e fece 100 000 copie nel giro di 2 settimane dall'uscita. "How U Luv That" fu il primo disco del gruppo a farsi riconoscere nella Bounce Music dopo quello di Juvenile. Alla fine dello stesso anno Juve pubblicò 400 Degreez, disco prodotto interamente da Fresh e che grazie alle sue melodie e drum tipici di Thomas vinse ben 4 platini tra il 98 e il 99. Nel 1999 fu un anno fruttuoso sia per i Big Tymers che per gli Hot Boys, Mannie Fresh continuò a produrre album per la Cash Money e realizzò gli album solisti del gruppo, tra cui "Tha G-Code" di Juvenile e "Tha Block Is Hot" primo disco di Lil Wayne. Sempre nel 1999 Mannie Fresh produsse il beat di "Play That Shit" per Noreaga e collaborò con la scena underground del Texas, con Lil Keke, Chino Nino e altri.
Nel 2000 Thomas incise il secondo disco dei Big Tymers assieme a Bryan "I Got That Work" quest'ultimo ebbe un vasto successo rispetto al precedente e si aggiudicò il doppio disco di platino grazie al singolo "1 Stunna". Nel 2001 Mannie Fresh cominciò a capire che se voleva andare avanti e farsi un nome pure al di fuori del sud doveva cambiare il suo stile, evolvere il suo suono e stare al passo nelle decisioni della major che in quel periodo non passò un buon momento con la Cash Money che rischiava il fallimento. Quindi Fresh quello che fece e proprio evolvere il suo stile in qualcosa di nuovo e decise per il momento di allontanarsi dalla Bounce Music degli anni 90 per arrivare ad un suono più mainstream nei primi anni duemila. Così produsse "Project English" di Juvenile e la sua hit "Set It Off", "Bang Or Ball" di Mack 10, Lights Out di Lil Wayne e "Young & Hustlin'" di Turk. Nel 2002 fu il turno di Hood Rich terzo disco del duo di Baby e Fresh, il disco completamente prodotto da Fresh vinse un platino e un Grammy Awards alla miglior canzone in gruppo "Still Fly", i singoli estratti furono quest'ultima e "Oh Yeah". Nel disco appare il rapper di Miami Trick Daddy. Nel frattempo Baby cambia il nome in Birdman e fece uscire "Birdman" (sebbene il disco lo pubblicò sempre con il nome di Baby) all'interno dello stesso si possono vedere molti featuring con Fresh. Nel 2003 visto il successo dei 2 precedenti dischi Mannie Fresh e Birdman si affrettarono a pubblicare "Big Money Heavyweight" che però non riscuote buoni risultati di vendita.
Nel 2004, Mannie Fresh pubblica il suo album di debutto da solista The Mind of Mannie Fresh, che consiste in trenta tracce e contiene il singolo Real Big, che raggiunge la posizione numero 72 della Billboard Hot 100, l'album raggiunse le 70 000 copie negli states nello stesso anno. Fresh nel frattempo inizio a collaborare con artisti fuori dalla Cash Money, produsse diverse tracce del ""Tha Carter"" di Wayne come ""Go DJ"" e ""The Greatest"" di T.I. in Urban Legend. L'anno successivo Nel 2005, Fresh abbandona l'etichetta Cash Money per motivi economici, ed entra a far parte della scuderia Def Jam South, i motivi che hanno spinto Fresh a lasciare la label storica è per motivi economici ma anche per aprire la sua carriera a nuove esperienze con gli altri rapper già noti nel south. Fu un anno di collaborazioni il 2005 per Mannie, collaborò con Bun.B, Trina, YoungbloodZ e Webbie e verso la fine dell'anno partecipò alla traccia And Then What di Young Jeezy. Nel 2006 duettó con Lil Flip in "What It Do" con la sua relativa produzione, appari negli album di Pimp-C di Tyrese di Chingy e fece diversi Remix per Juvenile nella sua canzone di successo "What Happened" con B.G., e il Remix di "So Fly" di Suga Free con Snoop Dogg. Tra il 2006 e il 2008 produsse per vari rapper del Texas e di New Orleans e diede l'opportunità a Webbie e Lil' Boosie di farsi conoscere nella scena musicale attuale. Nel 2008 collaboró con Dem Franchise Boyz, Rick Ross, Bone Crusher e Blood Raw nei loro vari dischi.
Il 27 ottobre 2009, Mannie Fresh ha pubblicato il suo secondo album da solista, Return of the Ballin', interamente prodotto dallo stesso Fresh, e contenente alcune importanti collaborazioni, come Rick Ross e Lil Jon. Inoltre Fresh in quello stesso anno è tornato a risentirsi con Lil Wayne, B.G. e Juvenile e la sua vecchia crew di un tempo per vari Live e collaborazioni. Attualmente Fresh è ancora membro della Def Jam South.

## Discografia
- 2004 - The Mind of Mannie Fresh
- 2009 - Return of the Ballin'